# 杨梓镇
杨梓镇，是中华人民共和国江西省九江市彭泽县下辖的一个乡镇级行政单位。

## 行政区划
杨梓镇下辖以下地区：
杨梓社区、邓畈村、西峰村、田丰村、双彭村、龙桥村、彭坳村、双丰村、金峰村、邻波村、龙源村、红旗村、乐观村、马桥村、邻都村、黄港村、青峰村和黄桥村。